# Liste der orbitalen Raketenstarts (1957)

## Startliste
| Datum (UTC)           | Raketentyp       | Startplatz   | Nutzlast                                       | Anmerkung                                              | ID           |
| Oktober 1957          | Oktober 1957     | Oktober 1957 | Oktober 1957                                   | Oktober 1957                                           | Oktober 1957 |
| --------------------- | ---------------- | ------------ | ---------------------------------------------- | ------------------------------------------------------ | ------------ |
| 4. Okt. 1957 19:28:34 | Sputnik (8K71PS) | Baikonur 1   | Sputnik 1 (Funkbake) erster orbitaler Raumflug | Erfolg                                                 | 01B          |
| November 1957         |                  |              |                                                |                                                        |              |
| 3. Nov. 1957 02:30:00 | Sputnik (8K71PS) | Baikonur 1   | Sputnik 2 (Raumschiff mit Hund Laika)          | Erfolg                                                 | 02A          |
| Dezember 1957         |                  |              |                                                |                                                        |              |
| 6. Dez. 1957 16:44    | Vanguard         | CCAFS 18A    | Vanguard TV3 (Forschungssatellit)              | Fehlschlag Explosion der Trägerrakete nach 2 Sekunden. |              |